# فرنسا في الألعاب البارالمبية الصيفية 2024
نافست فرنسا كدولة مضيفة لدورة الألعاب البارالمبية الصيفية 2024 في عاصمتها باريس من 28 أغسطس إلى 8 سبتمبر 2024. وهذه هي المرة الأولى التي تستضيف فيها فرنسا دورة الألعاب البارالمبية الصيفية، حيث استضافت دورة الألعاب البارالمبية الشتوية في ألبيرفيل عام 1992.

## الحائزون على الميداليات
| الميدالية | الاسم | الرياضة                 | الحدث                                           | التاريخ  |
| --------- | --- | ----------------------- | ----------------------------------------------- | -------- |
| ذهبية     | أوغو ديدييه | السباحة                 | 400 متر حرة للرجال S9                           | 29 أغسطس |
| ذهبية     | ألكسندر ليوتيه | ركوب الدراجات           | المطاردة للرجال C2                              | 30 أغسطس |
| ذهبية     | دوريان فولون | ركوب الدراجات           | المطاردة للرجال C5                              | 31 أغسطس |
| ذهبية     | ماري باتويي | ركوب الدراجات           | المطاردة سيدات C5                               | 1 سبتمبر |
| ذهبية     | تانغي دي لا فورست | الرماية                 | R5 بندقية هوائية 10 م مختلط SH2                 | 1 سبتمبر |
| ذهبية     | إميلين بيير | السباحة                 | 100 متر حرة سيدات S10                           | 1 سبتمبر |
| ذهبية     | لوكاس مازور | الريشة الطائرة          | فردي للرجال SL4                                 | 2 سبتمبر |
| ذهبية     | شارل نواك | الريشة الطائرة          | فردي للرجال SH6                                 | 2 سبتمبر |
| ذهبية     | أوريلي أوبير | بوتشيا                  | فردي سيدات BC1                                  | 2 سبتمبر |
| ذهبية     | جول ريبستين | الترياتلون              | رجال PTS2                                       | 2 سبتمبر |
| ذهبية     | ألكسيس هانكانكان | الترياتلون              | رجال PTS4                                       | 2 سبتمبر |
| ذهبية     | ماثيو بوسرودون | ركوب الدراجات           | سباق ضد الزمن على الطريق للرجال H3              | 4 سبتمبر |
| ذهبية     | ألكسندر ليوتيه | ركوب الدراجات           | سباق ضد الزمن على الطريق للرجال C2              | 4 سبتمبر |
| ذهبية     | توماس بيروتون-دارت | ركوب الدراجات           | سباق ضد الزمن على الطريق للرجال C3              | 4 سبتمبر |
| ذهبية     | كيفين لو كانف | ركوب الدراجات           | سباق ضد الزمن على الطريق للرجال C4              | 4 سبتمبر |
| ذهبية     | فلوريان جواني | ركوب الدراجات           | سباق الطريق للرجال H1–2                         | 5 سبتمبر |
| ذهبية     | ماثيو بوسرودون | ركوب الدراجات           | سباق الطريق للرجال H3                           | 5 سبتمبر |
| ذهبية     | منتخب فرنسا لكرة القدم للمكفوفين - أليساندرو بارتولوموتشي - ميكائيل ميغيز - غايل ريفيير - حكيم أرزقي - مارتن بارون - خليفة يومي - فريديريك فيليرو - أحمد تيتيان دياكيت - فابريس مورغادو - بونواء دي مونتليو | كرة القدم للمكفوفين     | بطولة الرجال                                    | 7 سبتمبر |
| ذهبية     | ماتيو بوسرودون فلوريان جواني جوزيف فريتش | ركوب الدراجات           | تتابع الفرق المختلط H1–5                        | 7 سبتمبر |
| فضية      | ماري باتويي | ركوب الدراجات           | سباق الزمن للسيدات C4–5                         | 29 أغسطس |
| فضية      | أليكس بورتال | السباحة                 | 100 متر فراشة للرجال S13                        | 29 أغسطس |
| فضية      | تانغي دو لا فوريه | الرماية                 | بندقية هوائية R4 مختلطة بطول 10 أمتار واقفة SH2 | 30 أغسطس |
| فضية      | هيكتور ديناييه | السباحة                 | 100 متر صدر للرجال SB9                          | 30 أغسطس |
| فضية      | جيليكا ديالو | التايكوندو              | وزن 65 كجم سيدات                                | 30 أغسطس |
| فضية      | أليكس بورتال | السباحة                 | 400 متر حرة للرجال S13                          | 31 أغسطس |
| فضية      | تيموثي أدولف المرشد: جيفري لامي | ألعاب القوى             | 400 متر للرجال T11                              | 1 سبتمبر |
| فضية      | غلوريا أغبليماجنون | ألعاب القوى             | دفع الجلة سيدات F20                             | 1 سبتمبر |
| فضية      | هايدي غوغان | ركوب الدراجات           | المطاردة الفردية للسيدات C5                     | 1 سبتمبر |
| فضية      | تيبو ريغودو المرشد: سيريل فيينو | الترياتلون البارالمبي   | فئة PTVI للرجال                                 | 2 سبتمبر |
| فضية      | أوغو ديدييه | السباحة                 | 100 متر ظهر للرجال S9                           | 3 سبتمبر |
| فضية      | أليكس بورتال | السباحة                 | 200 متر فردي متنوع للرجال SM13                  | 3 سبتمبر |
| فضية      | إيلي دي كارفاليو المساعد: ميكائيل غيشار | ركوب الدراجات           | سباق الزمن على الطريق للرجال B                  | 4 سبتمبر |
| فضية      | جوهان كويل | ركوب الدراجات           | سباق الزمن على الطريق للرجال H3                 | 4 سبتمبر |
| فضية      | لويك فيرنيا | ركوب الدراجات           | سباق الزمن على الطريق للرجال H5                 | 4 سبتمبر |
| فضية      | غاسيان لو روسو | ركوب الدراجات           | سباق الزمن على الطريق للرجال C4                 | 4 سبتمبر |
| فضية      | هايدي غوغان | ركوب الدراجات           | سباق الزمن على الطريق للسيدات C5                | 4 سبتمبر |
| فضية      | تيموثي أدولف المرشد: شارل رينار | ألعاب القوى             | 100 متر للرجال T11                              | 5 سبتمبر |
| فضية      | جوهان كويل | ركوب الدراجات           | سباق الطريق للرجال H3                           | 5 سبتمبر |
| فضية      | لويك فيرنيا | ركوب الدراجات           | سباق الطريق للرجال H5                           | 5 سبتمبر |
| فضية      | ساندرين مارتينيه | الجودو                  | وزن 48 كجم سيدات J2                             | 5 سبتمبر |
| فضية      | أوغو ديدييه | السباحة                 | 200 متر فردي متنوع للرجال SM9                   | 5 سبتمبر |
| فضية      | كيفن لو كونف | ركوب الدراجات           | سباق الطريق للرجال C4–5                         | 6 سبتمبر |
| فضية      | هايدي غوغان | ركوب الدراجات           | سباق الطريق للسيدات C4–5                        | 6 سبتمبر |
| فضية      | توما بيروتون-دارتاي | ركوب الدراجات           | سباق الطريق للرجال C1–3                         | 7 سبتمبر |
| فضية      | هيليوس لاتشومانيا | الجودو                  | وزن 90 كجم للرجال J2                            | 7 سبتمبر |
| فضية      | لوكاس ديدييه | تنس الطاولة             | فردي الرجال – الفئة 9                           | 7 سبتمبر |
| فضية      | نيليا باربوسا | الكانوي البارالمبي      | KL3 سيدات                                       | 8 سبتمبر |
| برونزية   | أليكس بورتال | السباحة                 | 100 متر ظهر للرجال S13                          | 30 أغسطس |
| برونزية   | فابيان لاميرو جوليان ميشو | تنس الطاولة             | زوجي الرجال MD4                                 | 30 أغسطس |
| برونزية   | أنطوان برود | ألعاب القوى             | 1500 متر للرجال T46                             | 31 أغسطس |
| برونزية   | ألكسندر ليوتي | ركوب الدراجات           | سباق الزمن للرجال C1–3                          | 31 أغسطس |
| برونزية   | غاسيان لو روسو | ركوب الدراجات           | المطاردة الفردية للرجال C4                      | 31 أغسطس |
| برونزية   | كيليان بورتال | السباحة                 | 400 متر حرة للرجال S13                          | 31 أغسطس |
| برونزية   | كليمان بيرتييه إستيبان هيرولت | تنس الطاولة             | زوجي الرجال MD14                                | 31 أغسطس |
| برونزية   | فلوريان ميريان فلورا فوتييه | تنس الطاولة             | الزوجي المختلط XD7                              | 31 أغسطس |
| برونزية   | مانون جينيست | ألعاب القوى             | الوثب الطويل سيدات T37                          | 1 سبتمبر |
| برونزية   | ناتالي بنوا | التجديف                 | فردي السيدات PR1                                | 1 سبتمبر |
| برونزية   | غريغوار بيرو مارغو بوليه كانديس شافا ريمي تارانتو إميلي أكويستاباسي | التجديف                 | رباعي مختلط مع قائد دفة PR3                     | 1 سبتمبر |
| برونزية   | لوكاس مازور فوستين نوال | الريشة الطائرة          | الزوجي المختلط SL3–SU5                          | 2 سبتمبر |
| برونزية   | أنطوان بيريل المرشد: يوهان لو بير | الترياتلون              | رجال PTVI                                       | 2 سبتمبر |
| برونزية   | لوران شاردار | السباحة                 | 50 متر فراشة للرجال S6                          | 3 سبتمبر |
| برونزية   | ماتيو بوياس | تنس الطاولة             | فردي الرجال – الفئة 10                          | 3 سبتمبر |
| برونزية   | فلوريان جوياني | ركوب الدراجات           | سباق الزمن للرجال H2                            | 4 سبتمبر |
| برونزية   | دوريان فولون | ركوب الدراجات           | سباق الزمن للرجال C5                            | 4 سبتمبر |
| برونزية   | فابيان لاميرو | تنس الطاولة             | فردي الرجال – الفئة 2                           | 4 سبتمبر |
| برونزية   | جان-لويس ميشو | الرماية                 | R6 بندقية مختلطة 50 متر وضع الانبطاح SH1        | 5 سبتمبر |
| برونزية   | لوران شاردار | السباحة                 | 100 متر حرة للرجال S6                           | 5 سبتمبر |
| برونزية   | هيكتور ديناييه | السباحة                 | 200 متر فردي متنوع للرجال SM9                   | 5 سبتمبر |
| برونزية   | لودوفيك لوموان داميان توكاتليان ماكسيم فاليه يوهان بيتر | مبارزة الكراسي المتحركة | فرق الرجال سلاح الشيش                           | 5 سبتمبر |
| برونزية   | ألكسندر لوفيراس الدراج المساعد: يوان بايو | ركوب الدراجات           | سباق الطريق للرجال B                            | 6 سبتمبر |
| برونزية   | إيميلين بيير | السباحة                 | 100 متر ظهر سيدات S10                           | 6 سبتمبر |
| برونزية   | ألكسندر ليوتي | ركوب الدراجات           | سباق الطريق للرجال C1–3                         | 7 سبتمبر |
| برونزية   | سيريل جونار | الجودو                  | وزن 90 كجم للرجال J1                            | 7 سبتمبر |
| برونزية   | جيسون غراندري | الجودو                  | فوق 90 كجم للرجال J1                            | 7 سبتمبر |
| برونزية   | ريمي بوليه | الكانوي البارالمبي      | KL1 للرجال                                      | 7 سبتمبر |

| الرياضة                       | الأول | الثاني | الثالث | المجموع |
| ركوب الدراجات                 | 10    | 12     | 6      | 28      |
| السباحة                       | 2     | 6      | 6      | 14      |
| الترياثلون                    | 2     | 1      | 1      | 4       |
| الريشة الطائرة                | 2     | 0      | 1      | 3       |
| الرماية                       | 1     | 1      | 1      | 3       |
| كرة القدم للمكفوفين           | 1     | 0      | 0      | 1       |
| بوتشيا                        | 1     | 0      | 0      | 1       |
| ألعاب القوى                   | 0     | 3      | 2      | 5       |
| الجودو                        | 0     | 2      | 2      | 4       |
| كرة الطاولة                   | 0     | 1      | 5      | 6       |
| الكانو                        | 0     | 1      | 1      | 2       |
| التايكوندو                    | 0     | 1      | 0      | 1       |
| التجديف                       | 0     | 0      | 2      | 2       |
| المبارزة على الكراسي المتحركة | 0     | 0      | 1      | 1       |
| المجموع                       | 19    | 28     | 28     | 75      |

| الجنس    | الأول | الثاني | الثالث | المجموع |
| للرجال   | 14    | 19     | 21     | 54      |
| للسيدات  | 3     | 8      | 3      | 14      |
| مختلط    | 2     | 1      | 4      | 7       |
| الإجمالي | 19    | 28     | 28     | 75      |

| اليوم    | الأول | الثاني | الثالث | المجموع |
| 29 أغسطس | 1     | 2      | 0      | 3       |
| 30 أغسطس | 1     | 3      | 2      | 6       |
| 31 أغسطس | 1     | 1      | 6      | 8       |
| 1 سبتمبر | 3     | 3      | 3      | 9       |
| 2 سبتمبر | 5     | 1      | 2      | 8       |
| 3 سبتمبر | 0     | 2      | 2      | 4       |
| 4 سبتمبر | 4     | 5      | 3      | 12      |
| 5 سبتمبر | 2     | 5      | 4      | 11      |
| 6 سبتمبر | 0     | 2      | 2      | 4       |
| 7 سبتمبر | 2     | 3      | 4      | 9       |
| 8 سبتمبر | 0     | 1      | 0      | 1       |
| الإجمالي | 19    | 28     | 28     | 75      |

## المنافسون
| الرياضة                        | للرجال     | للسيدات    | المجموع |
| ------------------------------ | ---------- | ---------- | ------- |
| الرماية                        | 3          | 3          | 6       |
| ألعاب القوى                    | 8          | 3          | 11      |
| الريشة الطائرة                 | 5          | 3          | 8       |
| كرة القدم الخماسية             | 9          | —          | 9       |
| بوتشيا                         | 3          | 2          | 5       |
| كرة الهدف                      | 6          | 6          | 12      |
| الجودو                         | 8          | 8          | 16      |
| الكانوي البارالمبي             | 2          | 2          | 4       |
| التجذيف                        | 6          | 5          | 11      |
| الرماية البارالمبية            | 2          | 1          | 3       |
| الكرة الطائرة جلوس             | 12         | 12         | 24      |
| السباحة                        | 7          | 7          | 14      |
| تنس الطاولة                    | 13         | 6          | 19      |
| التايكوندو                     | 1          | 2          | 3       |
| كرة السلة على الكراسي المتحركة | 12         | 0          | 12      |
| المبارزة على الكراسي المتحركة  | 3          | 3          | 6       |
| الركبي على الكراسي المتحركة    | يُحدد لاحقًا | يُحدد لاحقًا | 12      |
| المجموع                        | 99         | 63         | 162     |

## النبالة
باعتبارها الدولة المضيفة، شاركت فرنسا بستة رياضيين.
للرجال
| الرياضي | الحدث               | الجولة الترتيبية | الجولة الترتيبية | دور الـ32     | دور الـ16                        | ربع النهائي                              | نصف النهائي   | النهائي       | النهائي  |
| الرياضي | الحدث               | النتيجة          | التصنيف          | الخصم النتيجة | الخصم النتيجة                    | الخصم النتيجة                            | الخصم النتيجة | الخصم النتيجة | الترتيب  |
| ------- | ------------------- | ---------------- | ---------------- | ------------- | -------------------------------- | ---------------------------------------- | ------------- | ------------- | -------- |
| ليتول   | فردي W1             | 566              | 13               | —             | جاسبر (المجر) · ‘‘‘خ’’’ 119–136  | لم يتأهل                                 | لم يتأهل      | لم يتأهل      | لم يتأهل |
| غيران   | فردي المركب (مفتوح) | 678              | 15               | —             | كلودان (فرنسا) · ‘‘‘ف’’’ 142–135 | سميث (بريطانيا العظمى) · ‘‘‘خ’’’ 144–145 | لم يتأهل      | لم يتأهل      | لم يتأهل |

للسيدات
| الرياضية        | الحدث                  | الجولة الترتيبية | الجولة الترتيبية | دور الـ32                          | دور الـ16                       | ربع النهائي                    | نصف النهائي      | النهائيات        | النهائيات |
| الرياضية        | الحدث                  | النقاط           | التصنيف          | المنافسة النتيجة                   | المنافسة النتيجة                | المنافسة النتيجة               | المنافسة النتيجة | المنافسة النتيجة | الترتيب   |
| --------------- | ---------------------- | ---------------- | ---------------- | ---------------------------------- | ------------------------------- | ------------------------------ | ---------------- | ---------------- | --------- |
| جولي ريجو شوپان | الفردي المركب المفتوح  | 689              | 6                | يورولماز (تركيا) · ‘‘‘ف’’’ 130–127 | لي (أستراليا) · ‘‘‘ف’’’ 140–131 | همتي (إيران) · ‘‘‘خ’’’ 140–143 | لم تتأهل         | لم تتأهل         | لم تتأهل  |
| عزيزة بن حامي   | الفردي المنحني المفتوح | 466              | 21               | رحيمي (إيران) · ‘‘‘خ’’’ 0–6        | لم تتأهل                        | لم تتأهل                       | لم تتأهل         | لم تتأهل         | لم تتأهل  |

مختلط
| الرياضيون                    | الحدث                | الجولة الترتيبية | الجولة الترتيبية | دور الـ16                        | ربع النهائي   | نصف النهائي   | النهائيات     | النهائيات |
| الرياضيون                    | الحدث                | النتيجة          | البذرة           | الخصم النتيجة                    | الخصم النتيجة | الخصم النتيجة | الخصم النتيجة | الترتيب   |
| ---------------------------- | -------------------- | ---------------- | ---------------- | -------------------------------- | ------------- | ------------- | ------------- | --------- |
| ماكسيم غيرين جولي ريغو شوپان | القوس المركب للفرق   | 1375             | 7                | أستراليا (AUS) · ‘‘‘خ’’’ 134–142 | لم يتأهل      | لم يتأهل      | لم يتأهل      | لم يتأهل  |
| غيوم توكوليه عزيزة بنهامي    | القوس الأولمبي للفرق | 1118             | 13               | بولندا (POL) · ‘‘‘خ’’’ 0–6       | لم يتأهل      | لم يتأهل      | لم يتأهل      | لم يتأهل  |

## ألعاب قوى
باعتبارها الدولة المضيفة، حقق رياضيو المضمار والميدان من فرنسا أماكن الحصص للأحداث التالية بناءً على نتائجهم في بطولة العالم 2023، أو بطولة العالم 2024، أو من خلال تخصيص الأداء العالي، طالما أنهم يستوفون معيار الدخول الأدنى (MES).
- ملاحظة – الترتيب في مسابقات المضمار يُحسب ضمن تصفيات العداء فقط
- Q = تأهل إلى الجولة التالية
- q = تأهل إلى الجولة التالية كأسرع خاسر أو، في مسابقات الميدان، بالتأهل حسب الترتيب دون تحقيق الرقم التأهيلي
- DQ = استبعاد
- PR = رقم قياسي بارالمبي
- AR = رقم قياسي قاري
- NR = رقم قياسي وطني
- SB = أفضل رقم في الموسم
- N/A = جولة غير مطبقة في الحدث
- Bye = لم يُطلب من الرياضي المشاركة في هذه الجولة

أحداث المضمار والطريق
للرجال
| الرياضي                                 | الحدث      | التصفية | التصفية         | نصف النهائي | نصف النهائي | النهائي  | النهائي  |
| الرياضي                                 | الحدث      | النتيجة | الترتيب         | النتيجة     | الترتيب     | النتيجة  | الترتيب  |
| --------------------------------------- | ---------- | ------- | --------------- | ----------- | ----------- | -------- | -------- |
| تيموثي أدولف (المُرشد: شارل رينار)       | 100 م T11  | 11.19   | 1 تأهل          | 11.11       | 1 تأهل      | 11.05    | الثاني   |
| غوتييه ماكوندا (المُرشد: جواكيم بيرلاند) | 100 م T11  | 12.06   | 3               | لم يتأهل    | لم يتأهل    | لم يتأهل | لم يتأهل |
| فالنتين بيرتران                         | 100 م T37  | 12.46   | 5               | لم يتأهل    | لم يتأهل    | لم يتأهل | لم يتأهل |
| ديميتري جوزويكي                         | 100 م T38  | —       | —               | —           | —           | 11.13    | 5        |
| فيليسيان سياپو                          | 100 م T44  | —       | —               | —           | —           | 11.66    | 4        |
| بيير فيربانك                            | 100 م T53  | 15.32   | 2 تأهل          | —           | —           | 15.28    | 5        |
| تيموثي أدولف (المُرشد: جيفري لامي)       | 400 م T11  | 51.39   | 1 تأهل          | 50.87       | 1 تأهل      | 50.75    | الثاني   |
| غوتييه ماكوندا (المُرشد: لوكاس ماتونا)   | 400 م T11  | 53.20   | 2               | لم يتأهل    | لم يتأهل    | لم يتأهل | لم يتأهل |
| شارل أنطوان كواكو                       | 400 م T20  | —       | —               | —           | —           | 49.04    | 8        |
| بيير فيربانك                            | 400 م T53  | 49.10   | 4 تأهل بالتوقيت | —           | —           | 50.37    | 6        |
| بيير فيربانك                            | 800 م T53  | —       | —               | —           | —           | 1:40.69  | 4        |
| رونو كليرك                              | 1500 م T38 | —       | —               | —           | —           | 4:20.40  | 7        |
| أنطوان برود                             | 1500 م T46 | —       | —               | —           | —           | 3:51.37  | الثالث   |

للسيدات
| الرياضية                               | الحدث       | التصفية | التصفية         | نصف النهائي | نصف النهائي | النهائي  | النهائي  |
| الرياضية                               | الحدث       | النتيجة | الترتيب         | النتيجة     | الترتيب     | النتيجة  | الترتيب  |
| -------------------------------------- | ----------- | ------- | --------------- | ----------- | ----------- | -------- | -------- |
| ديليا بولاغلم (المرشد: هارولد آشي-ياو) | 100 م T11   | DSQ     | DSQ             | لم تتأهل    | لم تتأهل    | لم تتأهل | لم تتأهل |
| نانتينين كيتا                          | 100 م T13   | 12.85   | 5               | لم تتأهل    | لم تتأهل    | لم تتأهل | لم تتأهل |
| ماندي فرانسوا-إيلي                     | 100 م T37   | 13.52   | 3 تأهل          | —           | —           | 13.67    | 5        |
| صوفيا باس                              | 100 م T38   | 13.60   | 8               | لم تتأهل    | لم تتأهل    | لم تتأهل | لم تتأهل |
| ماري نغوسو                             | 100 م T47   | 12.54   | 4 تأهل بالتوقيت | —           | —           | 12.58    | 6        |
| ماندي فرانسوا-إيلي                     | 200 م T37   | —       | —               | —           | —           | 28.20    | 5        |
| أنجلينا لانزا                          | 200 م T47   | 27.05   | 3               | لم تتأهل    | لم تتأهل    | لم تتأهل | لم تتأهل |
| ماري نغوسو                             | 200 م T47   | 25.93   | 5               | لم تتأهل    | لم تتأهل    | لم تتأهل | لم تتأهل |
| نانتينين كيتا                          | 400 م T13   | 57.67   | 3 تأهل          | —           | —           | 57.43    | 6        |
| لور أوستاريتز                          | 400 م T37   | —       | —               | —           | —           | 1:09.20  | 6        |
| صوفيا باس                              | 400 م T38   | 1:02.37 | 5 تأهل بالتوقيت | —           | —           | 1:02.29  | 8        |
| روزاريو موريسيا-غانغلوف                | ماراثون T12 | —       | —               | —           | —           | 3:13:50  | 4        |

الأحداث الميدانية
للرجال
| الرياضي              | الحدث         | النهائي | النهائي |
| الرياضي              | الحدث         | المسافة | الترتيب |
| -------------------- | ------------- | ------- | ------- |
| فالنتين بيرتراند     | وثب طويل T37  | 5.15    | 9       |
| أرنود أسوماني        | وثب طويل T47  | 6.77    | 5       |
| ديميتري بافاديه      | وثب طويل T64  | 7.43    | 4       |
| ألكسندر ديبّوكو-إيوان | وثب عالي T47  | 1.92    | 8       |
| سوان لوكا ميسونير    | رمي الجلة F20 | 16.42   | 4       |
| فيتوليو كافاكافا     | رمي الجلة F57 | 12.99   | 7       |
| بدر توقي             | رمي الجلة F63 | 13.33   | 7       |
| فيتوليو كافاكافا     | رمي الرمح F57 | 43.16   | 7       |

للسيدات
| الرياضية           | الحدث         | النهائي | النهائي |
| الرياضية           | الحدث         | المسافة | الترتيب |
| ------------------ | ------------- | ------- | ------- |
| ديليا بولا غليم    | وثب طويل T11  | 4.48    | 5       |
| لولا ديسفويي       | وثب طويل T38  | 4.04    | 11      |
| ماندي فرانسوا-إيلي | وثب طويل T37  | 4.31    | 5       |
| مانون جينيه        | وثب طويل T37  | 4.59    | الثالث  |
| أنجلينا لانزا      | وثب طويل T47  | 5.20    | 7       |
| غلوريا أجبلمجنون   | رمي الجلة F20 | 14.43   | الثاني  |
| ألكساندرا نوتشيه   | رمي الجلة F64 | 9.90    | 10      |

## الريشة الطائرة
بصفتها الدولة المضيفة، تأهلت فرنسا بسبعة لاعبين في البارادامنتون للمشاركة في الأحداث التالية، من خلال إصدار تصنيف الاتحاد الدولي لريشة الطائرة للبارادامنتون في سباق باريس البارالمبي.
| اللاعب       | الحدث               | دور المجموعات                                                  | دور المجموعات                                       | دور المجموعات                                              | دور المجموعات | ربع النهائي     | نصف النهائي                              | النهائي / BM                                 | النهائي / BM |
| اللاعب       | الحدث               | المنافس النتيجة                                                | المنافس النتيجة                                     | المنافس النتيجة                                            | الترتيب       | المنافس النتيجة | المنافس النتيجة                          | المنافس النتيجة                              | الترتيب      |
| ------------ | ------------------- | -------------------------------------------------------------- | --------------------------------------------------- | ---------------------------------------------------------- | ------------- | --------------- | ---------------------------------------- | -------------------------------------------- | ------------ |
| توبيه        | فردي للرجال WH1     | يانغ (الصين) · خسارة (14–21، 12–21)                            | فاندشنايدر (ألمانيا) · خسارة (12–21، 17–21)         | —                                                          | 3             | لم يتأهل        | لم يتأهل                                 | لم يتأهل                                     | لم يتأهل     |
| جاكوبس       | فردي للرجال WH2     | كيم (كوريا الجنوبية) · خسارة (24–22، 8–21، 8–21)               | ليفي (إسرائيل) · فوز (21–12، 21–10)                 | —                                                          | 2             | لم يتأهل        | لم يتأهل                                 | لم يتأهل                                     | لم يتأهل     |
| مازور        | فردي للرجال SL4     | أوليفيرا (البرازيل) · فوز (21–9، 21–7)                         | ديلون (الهند) · فوز (21–7، 21–16)                   | —                                                          | 1 تأهل        | —               | سيتياوان (إندونيسيا) · فوز (21–13، 21–8) | ياثيراج (الهند) · فوز (21–9، 21–13)          | الأول        |
| لوكيه        | فردي للرجال SU5     | نغروهو (إندونيسيا) · خسارة (13–21، 13–21)                      | تشيه (مالايا) · خسارة (10–21، 16–21)                | مروز (بولندا) · فوز (15–21، 21–19، 21–14)                  | 3             | لم يتأهل        | لم يتأهل                                 | لم يتأهل                                     | لم يتأهل     |
| نوكس         | فردي للرجال SH6     | تافاريس (البرازيل) · فوز (21–19، 21–16)                        | لين (الصين) · فوز (21–15، 21–17)                    | شيبارد (بريطانيا العظمى) · فوز (21–17، 21–17)              | 1 تأهل        | تقدم تلقائي     | تافاريس (البرازيل) · فوز (21–18، 22–20)  | كومبس (بريطانيا العظمى) · فوز (21–19، 21–13) | الأول        |
| جاكوبس توبيه | زوجي للرجال WH1–WH2 | ماتسوموتو / · ناجاشيما (اليابان) · خسارة (21–15، 18–21، 20–22) | جونغ / · يو (كوريا الجنوبية) · خسارة (15–21، 15–21) | تشي / · كيم (كوريا الجنوبية) · خسارة (18–21، 21–13، 15–21) | 3             | لم يتأهل        | لم يتأهل                                 | لم يتأهل                                     | لم يتأهل     |

للسيدات
| اللاعبة | الحدث            | دور المجموعات                               | دور المجموعات                            | دور المجموعات   | دور المجموعات | ربع النهائي     | نصف النهائي     | النهائي / BM    | النهائي / BM |
| اللاعبة | الحدث            | المنافس النتيجة                             | المنافس النتيجة                          | المنافس النتيجة | الترتيب       | المنافس النتيجة | المنافس النتيجة | المنافس النتيجة | الترتيب      |
| ------- | ---------------- | ------------------------------------------- | ---------------------------------------- | --------------- | ------------- | --------------- | --------------- | --------------- | ------------ |
| نويل    | فردي للسيدات SL4 | تشنغ (الصين) · خسارة (12–21، 11–21)         | صديّة (إندونيسيا) · خسارة (9–21، 12–21)   | —               | 3             | لم تتأهل        | لم تتأهل        | لم تتأهل        | لم تتأهل     |
| سوراو   | فردي للسيدات SL4 | كوهلي (الهند) · خسارة (12–21، 14–21)        | أوكتلا (إندونيسيا) · خسارة (9–21، 10–21) | —               | 3             | لم تتأهل        | لم تتأهل        | لم تتأهل        | لم تتأهل     |
| ليفور   | فردي للسيدات SU5 | راماداس (الهند) · خسارة (21–8، 6–21، 17–21) | يانغ (الصين) · خسارة (21–9، 4–21، 14–21) | —               | 3             | لم تتأهل        | لم تتأهل        | لم تتأهل        | لم تتأهل     |

مختلط
| اللاعبان   | الحدث              | دور المجموعات                                         | دور المجموعات                                 | دور المجموعات                                   | دور المجموعات | نصف النهائي                                          | النهائي / BM                                                                     | النهائي / BM |
| اللاعبان   | الحدث              | المنافس النتيجة                                       | المنافس النتيجة                               | المنافس النتيجة                                 | الترتيب       | المنافس النتيجة                                      | المنافس النتيجة                                                                  | الترتيب      |
| ---------- | ------------------ | ----------------------------------------------------- | --------------------------------------------- | ----------------------------------------------- | ------------- | ---------------------------------------------------- | -------------------------------------------------------------------------------- | ------------ |
| مازور نويل | زوجي مختلط SL3–SU5 | رامداني / · أوكتلا (إندونيسيا) · خسارة (11–21، 12–21) | ياثيراج / · كوهلي (الهند) · فوز (21–15، 21–9) | نيتش / · موروجيسان (الهند) · فوز (24–22، 21–19) | 2 تأهل        | سيتياوان / · صديّة (إندونيسيا) · خسارة (15–21، 15–21) | مباراة الميدالية البرونزية · تيماروم / · سيانسوبا (تايلاند) · فوز (21–14، 21–16) | الثالث       |

## كرة القدم للمكفوفين
تأهل المنتخب الفرنسي لكرة القدم للرجال للمكفوفين إلى الألعاب بصفته البلد المضيف.
الملخص
| الفريق       | الحدث        | دور المجموعات   | دور المجموعات        | دور المجموعات   | دور المجموعات | نصف النهائي        | النهائي / BM                            | النهائي / BM |
| الفريق       | الحدث        | المنافس النتيجة | المنافس النتيجة      | المنافس النتيجة | الترتيب       | المنافس النتيجة    | المنافس النتيجة                         | الترتيب      |
| ------------ | ------------ | --------------- | -------------------- | --------------- | ------------- | ------------------ | --------------------------------------- | ------------ |
| فرنسا للرجال | بطولة الرجال | الصين · فوز 1–0 | البرازيل · خسارة 0–3 | تركيا · فوز 2–0 | 2 تأهل        | كولومبيا · فوز 1–0 | الأرجنتين · تعادل 1–1 (3–2 ركلات ترجيح) | قالب:ذهب01   |

## بوتشيا
بصفتها الدولة المضيفة، تأهلت فرنسا مباشرةً لثلاثة رجال وثلاث نساء ومقعد واحد مخصص للجنسين. وقد تأهل للمنافسة كلٌ من أوريلي أوبير، وأوريليان فابر، وسونيا هيكل، وفيصل ميغيني، وجول مينارد.
للرجال
| الرياضي       | الحدث    | مباريات المجموعة                   | مباريات المجموعة              | مباريات المجموعة             | مباريات المجموعة | الأدوار الإقصائية | دور ربع النهائي                        | نصف النهائي     | النهائي / BM    | النهائي / BM |
| الرياضي       | الحدث    | المنافس النتيجة                    | المنافس النتيجة               | المنافس النتيجة              | الترتيب          | المنافس النتيجة   | المنافس النتيجة                        | المنافس النتيجة | المنافس النتيجة | الترتيب      |
| ------------- | -------- | ---------------------------------- | ----------------------------- | ---------------------------- | ---------------- | ----------------- | -------------------------------------- | --------------- | --------------- | ------------ |
| أوريليان فابر | فردي BC2 | كريستالدو (الأرجنتين) · خسارة 1–6  | أراوجو (البرتغال) · فوز 4–2   | سيلفا (البرازيل) · خسارة 2–6 | 4                | لم يتأهل          | لم يتأهل                               | لم يتأهل        | لم يتأهل        | 19           |
| فيصل مگني     | فردي BC2 | فونغسا (تايلاند) · تعادل 5–5*      | ميزيك (سلوفاكيا) · خسارة 0–8  | سايز (السلفادور) · خسارة 2–5 | 4                | لم يتأهل          | لم يتأهل                               | لم يتأهل        | لم يتأهل        | 21           |
| جول مي‌نار     | فردي BC3 | بوليكرونيديس (اليونان) · خسارة 2–5 | كارفاليو (البرازيل) · فوز 5–4 | أريتا (اليابان) · فوز 4–2    | 2 تأهل           | —                 | جونغ هـ-و (كوريا الجنوبية) · خسارة 1–4 | لم يتأهل        | لم يتأهل        | 7            |

للسيدات
| الرياضية     | الحدث    | مباريات المجموعة                     | مباريات المجموعة             | مباريات المجموعة              | مباريات المجموعة | ربع النهائي              | نصف النهائي                        | النهائي / BM             | النهائي / BM |
| الرياضية     | الحدث    | المنافس النتيجة                      | المنافس النتيجة              | المنافس النتيجة               | الترتيب          | المنافس النتيجة          | المنافس النتيجة                    | المنافس النتيجة          | الترتيب      |
| ------------ | -------- | ------------------------------------ | ---------------------------- | ----------------------------- | ---------------- | ------------------------ | ---------------------------------- | ------------------------ | ------------ |
| أوريلي أوبير | فردي BC1 | تان (سنغافورة) · خسارة 1–6           | أرييتا (إسبانيا) · فوز 3*–3  | —                             | 2 تأهل           | فوجي (اليابان) · فوز 4–3 | ديسيلفا-أندريه (برمودا) · فوز 2*–2 | تان (سنغافورة) · فوز 5–4 | ذهبية        |
| سونيا هيكل   | فردي BC3 | سيرماكوفا (جمهورية التشيك) · فوز 6–1 | أوكزارز (بولندا) · خسارة 2–9 | كلا-هان (تايلاند) · خسارة 1–4 | 3                | لم تتأهل                 | لم تتأهل                           | لم تتأهل                 | 9            |

مختلط
| الرياضيون                           | الحدث      | مباريات المجموعة            | مباريات المجموعة         | مباريات المجموعة | ربع النهائي               | نصف النهائي     | النهائي / BM    | النهائي / BM |
| الرياضيون                           | الحدث      | المنافس النتيجة             | المنافس النتيجة          | الترتيب          | المنافس النتيجة           | المنافس النتيجة | المنافس النتيجة | الترتيب      |
| ----------------------------------- | ---------- | --------------------------- | ------------------------ | ---------------- | ------------------------- | --------------- | --------------- | ------------ |
| جول مينار سونيا هيكل                | زوجي BC3   | أستراليا (AUS) · خسارة 2–5  | اليابان (JPN) · فوز 3*–3 | 2 تأهل           | تايلاند (THA) · خسارة 1–6 | لم تتأهل        | لم تتأهل        | 8            |
| أوريلي أوبير فيصل مگني أوريلي أوبير | فريق BC1–2 | إندونيسيا (INA) · خسارة 3–8 | هولندا (NED) · فوز 8–2   | 2 تأهل           | الصين (CHN) · خسارة 4–7   | لم تتأهل        | لم تتأهل        | 7            |

## ركوب الدراجات
ماتيو بوسريدون، آن صوفي سينتيس، إيلي دي كارفالو، دوريان فولون، جوزيف فريتش، هايدي غوغان، فلوريان جواني، ألكسندر لوتيه، كيفن لو كونف، جاتيان لو روسو، ألكسندر لوفيراس، ماري باتوييه، توماس بيروتون دارتي، يوهان كويل، لقد تأهل كل من لويك فيرنو وأناييس فينسينت للمنافسة.

### الطريق
للرجال
| الرياضي                                  | الحدث             | النتيجة  | الترتيب |
| ---------------------------------------- | ----------------- | -------- | ------- |
| إيلي دي كاروالهو (المرشد: ميكائيل جيشار) | سباق الطريق B     | 2:56:47  | 4       |
| إيلي دي كاروالهو (المرشد: ميكائيل جيشار) | سباق ضد الساعة B  | 34:23.73 | الثاني  |
| ألكسندر لوفيراس (المرشد: يوان بايو)      | سباق الطريق B     | 2:55:18  | الثالث  |
| ألكسندر لوفيراس (المرشد: يوان بايو)      | سباق ضد الساعة B  | 34:55.32 | 4       |
| فلوريان جواني                            | سباق الطريق H1–2  | 1:20:18  | الأول   |
| فلوريان جواني                            | سباق ضد الساعة H2 | 25:19.29 | الثالث  |
| ماثيو بوسردون                            | سباق الطريق H3    | 1:34:36  | الأول   |
| ماثيو بوسردون                            | سباق ضد الساعة H3 | 43:33.22 | الأول   |
| جوهان كوائل                              | سباق الطريق H3    | 1:35:57  | الثاني  |
| جوهان كوائل                              | سباق ضد الساعة H3 | 45:33.41 | الثاني  |
| جوزيف فريتش                              | سباق الطريق H4    | DNF      | DNF     |
| جوزيف فريتش                              | سباق ضد الساعة H4 | 42:01.45 | 4       |
| لويس فيرنو                               | سباق الطريق H5    | 1:34:27  | الثاني  |
| لويس فيرنو                               | سباق ضد الساعة H5 | 43:20.40 | الثاني  |
| ألكسندر لوآتي                            | سباق الطريق C1–3  | 1:43:43  | الثالث  |
| ألكسندر لوآتي                            | سباق ضد الساعة C2 | 19:24.45 | الأول   |
| توماس بيروتون-دارتت                      | سباق الطريق C1–3  | 1:43:19  | الثاني  |
| توماس بيروتون-دارتت                      | سباق ضد الساعة C3 | 38:28.80 | الأول   |
| كيفن لو كونف                             | سباق الطريق C4–5  | 2:18:59  | الثاني  |
| كيفن لو كونف                             | سباق ضد الساعة C4 | 36:46.49 | الأول   |
| غاتيان لو روسو                           | سباق الطريق C4–5  | 2:18:59  | 4       |
| غاتيان لو روسو                           | سباق ضد الساعة C4 | 37:18.38 | الثاني  |
| دوريان فولون                             | سباق الطريق C4–5  | 2:25:58  | 8       |
| دوريان فولون                             | سباق ضد الساعة C5 | 36:49.84 | الثالث  |

للسيدات
| الرياضي                              | الحدث               | النتيجة  | الترتيب |
| ------------------------------------ | ------------------- | -------- | ------- |
| آن-صوفي سانتيس (المرشدة: إليز ديلزن) | سباق الطريق B       | 2:42:54  | 5       |
| آن-صوفي سانتيس (المرشدة: إليز ديلزن) | سباق ضد الساعة B    | 41:39.65 | 4       |
| أنايس فنسنت                          | سباق الطريق H1–4    | 56:23    | 5       |
| أنايس فنسنت                          | سباق ضد الساعة H1–4 | 26:59.15 | 5       |
| هايدي غوغين                          | سباق الطريق C4–5    | 1:54:24  | الثاني  |
| هايدي غوغين                          | سباق ضد الساعة C5   | 20:26.84 | الثاني  |
| ماري باتويلي                         | سباق الطريق C4–5    | 2:00:46  | 5       |
| ماري باتويلي                         | سباق ضد الساعة C5   | 21:49.72 | 5       |

مختلط
| الرياضي                                 | الحدث            | النتيجة | الترتيب |
| --------------------------------------- | ---------------- | ------- | ------- |
| ماثيو بوسردون فلوريان جواني جوزيف فريتش | تتابع الفرق H1–5 | 24:12   | الأول   |

### المضمار
للرجال
| الرياضي                              | الحدث                | التأهل   | التأهل  | النهائي                                                 | النهائي  |
| الرياضي                              | الحدث                | الزمن    | الترتيب | المنافس الزمن                                           | الترتيب  |
| ------------------------------------ | -------------------- | -------- | ------- | ------------------------------------------------------- | -------- |
| ألكسندر لوفيراس (المرشد: يوان باييو) | السعي B              | 4:06.920 | 5       | لم يتأهل                                                | لم يتأهل |
| ألكسندر لوتي                         | التجربة الزمنية C1–3 | 1:04.279 | 2 تأهل  | 1:04.207                                                | الثالث   |
| ألكسندر لوتي                         | السعي C2             | 3:24.298 | 1 QG    | فرومانت (بلجيكا) · ‘‘‘ف’’’ 3:26.015–3:28.062            | الأول    |
| توماس بيروتون-دارتت                  | التجربة الزمنية C1–3 | 1:10.784 | 9       | لم يتأهل                                                | لم يتأهل |
| توماس بيروتون-دارتت                  | السعي C3             | 3:28.192 | 6       | لم يتأهل                                                | لم يتأهل |
| كيفن لو كونف                         | السعي C4             | 4:25.283 | 3 QB    | مباراة QB · لو روسو (فرنسا) · ‘‘‘خ’’’ 4:28.380–4:24.096 | 4        |
| غاتيان لو روسو                       | التجربة الزمنية C4–5 | 1:09.881 | 19      | لم يتأهل                                                | لم يتأهل |
| غاتيان لو روسو                       | السعي C4             | 4:25.366 | 4 QB    | مباراة QB · لو كونف (فرنسا) · ‘‘‘خ’’’ 4:28.380–4:24.096 | الثالث   |
| دوريان فولون                         | التجربة الزمنية C4–5 | 1:06.392 | 11      | لم يتأهل                                                | لم يتأهل |
| دوريان فولون                         | السعي C5             | 4:13.934 | 1 QG    | ديمينتيف (أوكرانيا) · ‘‘‘ف’’’ 3:26.015–3:28.062         | الأول    |

للسيدات
| الرياضي                              | الحدث                | التأهل   | التأهل  | النهائي                                      | النهائي  |
| الرياضي                              | الحدث                | الزمن    | الترتيب | المنافس الزمن                                | الترتيب  |
| ------------------------------------ | -------------------- | -------- | ------- | -------------------------------------------- | -------- |
| آن-صوفي سينتيس (المرشدة: إليز ديلزن) | السعي B              | DSQ      | DSQ     | لم تتأهل                                     | لم تتأهل |
| ماري باتويليه                        | التجربة الزمنية C4–5 | 36.677   | 3 تأهل  | 36.700                                       | الثاني   |
| ماري باتويليه                        | السعي C5             | 3:35.285 | 2 QG    | غوغان (فرنسا) · ‘‘‘ف’’’ 3:35.691–3:37.723    | الأول    |
| هايدي غوغان                          | التجربة الزمنية C4–5 | 39.963   | 11      | لم تتأهل                                     | لم تتأهل |
| هايدي غوغان                          | السعي C5             | 3:33.881 | 1 QG    | باتويليه (فرنسا) · ‘‘‘خ’’’ 3:37.723–3:35.691 | الثاني   |

مختلط
| الرياضي                                  | الحدث                | التأهل | التأهل  | النهائي                                            | النهائي |
| الرياضي                                  | الحدث                | الوقت  | الترتيب | المنافس الوقت                                      | الترتيب |
| ---------------------------------------- | -------------------- | ------ | ------- | -------------------------------------------------- | ------- |
| غاتيان لو روسو كيفن لو كونف ألكسندر لوتي | سباق فرق السرعة C1–5 | 50.004 | 4 QG    | مباراة QB · أستراليا (AUS) · ‘‘‘خ’’’ 49.961–49.036 | 4       |

مفاتيح التأهل: QB = نهائي الميدالية البرونزية؛ QG = نهائي الميدالية الذهبية؛ QF = النهائي

## الفروسية
باعتبارها الدولة المضيفة، تتأهل فرنسا بشكل مباشر بفريق مكون من أربعة رياضيين.
الفردي
| الرياضي         | الحصان        | الحدث                                    | التصفيات | التصفيات | النهائي  | النهائي  |
| الرياضي         | الحصان        | الحدث                                    | النقاط   | الترتيب  | النقاط   | الترتيب  |
| --------------- | ------------- | ---------------------------------------- | -------- | -------- | -------- | -------- |
| كيارا زيناتي    | سوينغ رويال   | اختبار البطولة الفردية الدرجة الثالثة    | —        | —        | 70.533   | 5        |
| كيارا زيناتي    | سوينغ رويال   | اختبار الفري ستايل الفردي الدرجة الثالثة | 70.533   | 5 تأهل   | 75.914   | 4        |
| أليكسا بيتيير   | سلطان 768     | اختبار البطولة الفردية الدرجة الرابعة    | —        | —        | 70.806   | 8        |
| أليكسا بيتيير   | سلطان 768     | اختبار الفري ستايل الفردي الدرجة الرابعة | 70.806   | 8 تأهل   | 75.795   | 7        |
| فلاديمير فينشون | بيغاس ماين    | اختبار البطولة الفردية الدرجة الرابعة    | —        | —        | 72.889   | 4        |
| فلاديمير فينشون | بيغاس ماين    | اختبار الفري ستايل الفردي الدرجة الرابعة | 72.889   | 4 تأهل   | 76.230   | 5        |
| ليزا سيز        | ستالون دي هوس | اختبار البطولة الفردية الدرجة الخامسة    | —        | —        | 63.282   | 17       |
| ليزا سيز        | ستالون دي هوس | اختبار الفري ستايل الفردي الدرجة الخامسة | 63.282   | 17       | لم تتأهل | لم تتأهل |

الفريق
| الرياضي         | الحصان     | الحدث          | النقاط الفردية | الإجمالي | الإجمالي |
| الرياضي         | الحصان     | الحدث          | TT             | النقاط   | الترتيب  |
| --------------- | ---------- | -------------- | -------------- | -------- | -------- |
| أليكسا بيتيير   | انظر أعلاه | الفريق المفتوح | 71.892         | 220.506  | 5        |
| فلاديمير فينشون | انظر أعلاه | الفريق المفتوح | 75.081         | 220.506  | 5        |
| كيارا زيناتي    | انظر أعلاه | الفريق المفتوح | 73.533         | 220.506  | 5        |

## كرة الهدف
الملخص
| الفريق        | الحدث                                                         | مرحلة المجموعات      | مرحلة المجموعات            | مرحلة المجموعات              | مرحلة المجموعات | ربع النهائي        | نصف النهائي     | النهائي / BM                                              | النهائي / BM |
| الفريق        | الحدث                                                         | المنافس النتيجة      | المنافس النتيجة            | المنافس النتيجة              | الترتيب         | المنافس النتيجة    | المنافس النتيجة | المنافس النتيجة                                           | الترتيب      |
| ------------- | ------------------------------------------------------------- | -------------------- | -------------------------- | ---------------------------- | --------------- | ------------------ | --------------- | --------------------------------------------------------- | ------------ |
| فرنسا للرجال  | كرة الهدف في الألعاب الصيفية البارالمبية 2024 – بطولة الرجال  | البرازيل ‘‘‘خ’’’ 5–8 | إيران ‘‘‘خ’’’ 8–12         | الولايات المتحدة ‘‘‘خ’’’ 4–5 | 4 تأهل          | الصين ‘‘‘خ’’’ 2–12 | لم يتأهل        | مباراة المركز السابع مصر ‘‘‘ف’’’ 6–4                      | 7            |
| فرنسا للسيدات | كرة الهدف في الألعاب الصيفية البارالمبية 2024 – بطولة السيدات | كندا ‘‘‘خ’’’ 0–10    | كوريا الجنوبية ‘‘‘خ’’’ 1–6 | اليابان ‘‘‘خ’’’ 0–6          | 4 تأهل          | الصين ‘‘‘خ’’’ 2–12 | لم يتأهل        | مباراة المركز السابع كوريا الجنوبية ‘‘‘خ’’’ 2–2 (1–2 ر.ت) | 8            |

### بطولة الرجال
تأهل المنتخب الفرنسي للرجال إلى الألعاب مباشرة باستخدام حصته كدولة مضيفة.

### بطولة السيدات
تأهل المنتخب الفرنسي للسيدات إلى الألعاب مباشرة باستخدام حصته كدولة مضيفة.

## الجودو
باعتبارها الدولة المضيفة، تأهلت فرنسا بشكل مباشر لسبعة من لاعبي الجودو من الذكور ولاعبتين من الإناث.
للرجال
| الرياضي           | الحدث     | دور الـ16                        | ربع النهائي                            | نصف النهائي                            | إعادة التأهيل 1                   | إعادة التأهيل 2                    | النهائي / BM                                                        | النهائي / BM |
| الرياضي           | الحدث     | المنافس النتيجة                  | المنافس النتيجة                        | المنافس النتيجة                        | المنافس النتيجة                   | المنافس النتيجة                    | المنافس النتيجة                                                     | الترتيب      |
| ----------------- | --------- | -------------------------------- | -------------------------------------- | -------------------------------------- | --------------------------------- | ---------------------------------- | ------------------------------------------------------------------- | ------------ |
| أرميندو رودريغيز  | –73 كغ J1 | كاتو (اليابان) · ‘‘‘ف’’’ 10–00   | شامي (كازاخستان) · ‘‘‘خ’’’ 00–10       | لم يتأهل                               | قالب:انسحاب                       | إيافا (البرتغال) · ‘‘‘خ’’’ 00–10   | لم يتأهل                                                            | 7            |
| سيريل جونار       | –90 كغ J1 | الجبوري (العراق) · ‘‘‘ف’’’ 10–00 | كريتول (مولدوفا) · ‘‘‘ف’’’ 01–00       | باول (بريطانيا العظمى) · ‘‘‘خ’’’ 00–01 | —                                 | قالب:انسحاب                        | مباراة الميدالية البرونزية · عبديف (أوزبكستان) · ‘‘‘ف’’’ 10–00      | الثالث       |
| جيسون غراندري     | +90 كغ J1 | —                                | زاكيف (أذربيجان) · ‘‘‘ف’’’ 10–00       | باسوك (مولدوفا) · ‘‘‘خ’’’ 00–10        | —                                 | قالب:انسحاب                        | مباراة الميدالية البرونزية · تاشتان (تركيا) · ‘‘‘ف’’’ 10–00         | الثالث       |
| أناتول روبين      | –60 كغ J2 | غافيلا (إسبانيا) · ‘‘‘خ’’’ 00–10 | لم يتأهل                               | لم يتأهل                               | لم يتأهل                          | لم يتأهل                           | لم يتأهل                                                            | 9            |
| ناثان بيتي        | –73 كغ J2 | قالب:انسحاب                      | كورانبايف (أوزبكستان) · ‘‘‘خ’’’ 00–10  | لم يتأهل                               | كورنهاس (ألمانيا) · ‘‘‘ف’’’ 10–00 | فارغوزكي (رومانيا) · ‘‘‘ف’’’ 10–00 | مباراة الميدالية البرونزية · باريكيس (ليتوانيا) · ‘‘‘خ’’’ 00–01     | 5            |
| هيليوس لاتشومانيا | –90 كغ J2 | قالب:انسحاب                      | كيزيلاشفيلي (جورجيا) · ‘‘‘ف’’’ 01–00   | كاسانوفا (البرازيل) · ‘‘‘ف’’’ 11–00    | —                                 | قالب:انسحاب                        | نازارينكو (أوكرانيا) · ‘‘‘خ’’’ 00–01                                | الثاني       |
| ناصر زركاني       | +90 كغ J2 | —                                | سكلي (بريطانيا العظمى) · ‘‘‘خ’’’ 00–10 | لم يتأهل                               | —                                 | قالب:انسحاب                        | مباراة الميدالية البرونزية · شوكوربيكوف (كازاخستان) · ‘‘‘خ’’’ 00–11 | 5            |

للسيدات
| الرياضية         | الحدث     | دور الـ16       | ربع النهائي                     | نصف النهائي                | إعادة التأهيل                       | النهائي / BM                         | النهائي / BM |
| الرياضية         | الحدث     | المنافس النتيجة | المنافس النتيجة                 | المنافس النتيجة            | المنافس النتيجة                     | المنافس النتيجة                      | الترتيب      |
| ---------------- | --------- | --------------- | ------------------------------- | -------------------------- | ----------------------------------- | ------------------------------------ | ------------ |
| ساندرين مارتينيه | –48 كغ J2 | —               | ثال (ألمانيا) · ‘‘‘ف’’’ 11–00   | لي (الصين) · ‘‘‘ف’’’ 10–01 | قالب:انسحاب                         | ناواتبيك (كازاخستان) · ‘‘‘خ’’’ 00–10 | الثاني       |
| بريسيسليا ليزي   | +70 كغ J2 | قالب:انسحاب     | كوستا (إيطاليا) · ‘‘‘خ’’’ 00–10 | لم يتأهل                   | كاريموفا (أذربيجان) · ‘‘‘خ’’’ 00–10 | لم يتأهل                             | 7            |

## الكانو
حصلت فرنسا على أماكن الحصص للأحداث التالية من خلال بطولة العالم لسباقات الكانو السريعة لعام 2023 في دويسبورغ بألمانيا؛ وبطولة العالم لسباقات الكانو السريعة لعام 2024 في سيجد بالمجر.
| الرياضي       | الحدث       | التصفيات | التصفيات | نصف النهائي           | نصف النهائي | النهائي | النهائي |
| الرياضي       | الحدث       | الزمن    | الترتيب  | الزمن                 | الترتيب     | الزمن   | الترتيب |
| ------------- | ----------- | -------- | -------- | --------------------- | ----------- | ------- | ------- |
| ريمي بولي     | KL1 للرجال  | 48.41    | 2 SF     | 48.40                 | 1 FA        | 47.01   | الثالث  |
| آبل أبر       | VL3 للرجال  | 50.78    | 3 SF     | 50.81                 | 3 FA        | 49.35   | 6       |
| نيليا باربوسا | KL3 للسيدات | 48.50    | 1 FA     | colspan=2 قالب:انسحاب | 47.91       | الثاني  |         |
| إليا شارفيه   | VL3 للسيدات | 1:02.71  | 5 SF     | 1:01.98               | 4 FB        | 1:01.65 | 9       |

مفاتيح التأهل: FA – التأهل إلى النهائي الميدالي؛ FB – التأهل إلى النهائي غير الميدالي؛ SF – التأهل إلى نصف النهائي

## الترياثلون
للرجال
| الرياضي                             | الحدث | الزمن           | الزمن    | الزمن           | الزمن    | الزمن        | الزمن    | الترتيب |
| الرياضي                             | الحدث | السباحة (750 م) | انتقال 1 | الدراجة (20 كم) | انتقال 2 | الجري (5 كم) | الإجمالي | الترتيب |
| ----------------------------------- | ----- | --------------- | -------- | --------------- | -------- | ------------ | -------- | ------- |
| لويس نويل                           | PTWC  | 14:19           | 1:14     | 35:20           | 0:30     | 12:17        | 1:03:40  | 4       |
| جول ريبستين                         | PTS2  | 11:01           | 1:14     | 32:40           | 1:02     | 19:50        | 1:05:47  | الأول   |
| جيفري ويرسي                         | PTS2  | 16:16           | 1:17     | 35:45           | 2:18     | 21:23        | 1:16:59  | 7       |
| سيدريك دينيزيير                     | PTS3  | 12:49           | 1:31     | 34:31           | 0:41     | 21:02        | 1:10:34  | 5       |
| ميشيل هيرتر                         | PTS3  | 14:36           | 1:43     | 35:29           | 1:04     | 24:27        | 1:17:19  | 9       |
| بيير-أنطوان بايلي                   | PTS4  | 10:49           | 1:13     | 31:12           | 0:28     | 17:43        | 1:01:25  | 4       |
| غريغوار بيرتون                      | PTS4  | 10:38           | 0:58     | 31:08           | 0:37     | 19:42        | 1:03:03  | 5       |
| أليكسي هانكينكانت                   | PTS4  | 9:35            | 1:24     | 29:48           | 0:33     | 16:41        | 58:01    | الأول   |
| أنطوان بيريل (المرشد: يوهان لو بير) | PTVI  | 12:44           | 0:52     | 28:15           | 0:32     | 18:02        | 1:00:25  | الثالث  |
| تيبو ريجودو (المرشد: سيريل فينو)    | PTVI  | 13:38           | 0:41     | 27:37           | 0:32     | 17:37        | 1:00:05  | الثاني  |

للسيدات
| الرياضية                              | الحدث | الزمن           | الزمن    | الزمن           | الزمن    | الزمن        | الزمن    | الترتيب |
| الرياضية                              | الحدث | السباحة (750 م) | انتقال 1 | الدراجة (20 كم) | انتقال 2 | الجري (5 كم) | الإجمالي | الترتيب |
| ------------------------------------- | ----- | --------------- | -------- | --------------- | -------- | ------------ | -------- | ------- |
| مونا فرانسيس                          | PTWC  | 16:22           | 1:05     | 40:52           | 0:40     | 15:25        | 1:14:24  | 6       |
| سيسيل سابوريو                         | PTS2  | 13:57           | 1:59     | 38:52           | 1:14     | 25:41        | 1:21:43  | 6       |
| إليز مارك                             | PTS4  | 15:49           | 1:39     | 37:37           | 0:38     | 21:17        | 1:17:00  | 5       |
| كامي سينيكلوز                         | PTS4  | 14:52           | 1:07     | 37:34           | 0:47     | 22:23        | 1:16:43  | 4       |
| غولاديس لموسو                         | PTS5  | 14:29           | 1:07     | 37:06           | 0:38     | 20:43        | 1:14:03  | 6       |
| هيلويز كورفوازيه (المرشدة: آن هنرييت) | PTVI  | 16:36           | 0:58     | 32:00           | 0:44     | 20:45        | 1:11:03  | 7       |
| أنوك كورزيلا (المرشدة: جولي مارانو)   | PTVI  | 13:30           | 1:12     | 32:50           | 0:46     | 22:10        | 1:10:28  | 5       |

## رياضة القوة
تأهل كل من أليكس أديلايد، ورفيق أرابات، وأكسل بورلون، وسهاد غزواني للمنافسة.
| اللاعب       | الحدث        | محاولات (كغ) | محاولات (كغ) | محاولات (كغ) | محاولات (كغ) | النتيجة | الترتيب |
| اللاعب       | الحدث        | 1            | 2            | 3            | PL           | النتيجة | الترتيب |
| ------------ | ------------ | ------------ | ------------ | ------------ | ------------ | ------- | ------- |
| أليكس أديلاد | رجال –49 كغ  | 160          | 165          | 172          | —            | 160     | 6       |
| أكسل بورلون  | رجال –54 كغ  | 163          | 169          | 169          | —            | NM      | NM      |
| رافيك عربات  | رجال –97 كغ  | 200          | 209          | 213          | —            | 200     | 9       |
| سهاد غزواني  | سيدات –67 كغ | 125          | 129          | 133          | —            | 125     | 7       |

## التجديف
تأهل المجدفون الفرنسيون بالقوارب في كل من الفئات التالية في بطولة العالم للتجديف 2023 في بلغراد، صربيا؛ وفي سباق التصفيات النهائية للألعاب البارالمبية 2024 في لوسيرن، سويسرا.
| الرياضي                                                                   | الحدث                   | التصفيات | التصفيات | إعادة التأهيل | إعادة التأهيل | النهائي  | النهائي |
| الرياضي                                                                   | الحدث                   | الوقت    | الترتيب  | الوقت         | الترتيب       | الوقت    | الترتيب |
| ------------------------------------------------------------------------- | ----------------------- | -------- | -------- | ------------- | ------------- | -------- | ------- |
| أليكسيس سانشيز (مجذاف)                                                    | PR1 فردي للرجال         | 9:21.58  | 3 R      | 9:24.71       | 2 FA          | 9:46.60  | 5       |
| ناتالي بنوا                                                               | PR1 فردي للسيدات        | 10:19.12 | 2 R      | 10:24.82      | 1 FA          | 10:34.40 | الثالث  |
| بيرل بوج بنجامين دافيي                                                    | PR2 مزدوج مختلط         | 8:10.40  | 3 R      | 8:29.61       | 1 FA          | 8:47.64  | 5       |
| لوران كادوت غيلين مارشان                                                  | PR3 مزدوج مختلط         | 7:24.25  | 2 R      | 7:32.90       | 2 FA          | 7:51.94  | 6       |
| غريغوار بيرو مارغو بوليه كانديس شافا ريمي تارانتو إميلي أكويستاباس (ملاح) | PR3 رباعي مع ملاح مختلط | 7:02.13  | 2 FA     | تقدم تلقائي   | تقدم تلقائي   | 7:03.11  | الثالث  |

مفاتيح التأهل: FA=النهائي أ (ميدالية); FB=النهائي ب (بدون ميدالية); R=إعادة التأهيل

## الرماية
باعتبارها الدولة المضيفة، شاركت فرنسا بتسعة رماة بارالمبياد بعد تحقيق أماكن الحصص للأحداث التالية بحكم أفضل نتائجها في كأس العالم 2022 و2023 و2024، وبطولة العالم 2022، وبطولة العالم 2023، وبطولة أوروبا البارالمبية 2023، وبطولة أوروبا 2024، طالما حصلت على الحد الأدنى من درجة التأهيل بحلول 15 يوليو 2024.
للرجال
| الرياضي        | الحدث                         | التأهل | التأهل  | النهائي  | النهائي  |
| الرياضي        | الحدث                         | النقاط | الترتيب | النقاط   | الترتيب  |
| -------------- | ----------------------------- | ------ | ------- | -------- | -------- |
| جان-لويس ميشو  | R1 – مسدس هوائي 10 م وقوف SH1 | 597.0  | 18      | لم يتأهل | لم يتأهل |
| ديدييه ريتشارد | R1 – مسدس هوائي 10 م وقوف SH1 | 615.4  | 12      | لم يتأهل | لم يتأهل |
| جان-لويس ميشو  | R7 – بندقية 50 م 3 أوضاع SH1  | 1173   | 3 تأهل  | 397.0    | 7        |
| ديدييه ريتشارد | R7 – بندقية 50 م 3 أوضاع SH1  | 1135   | 14      | لم يتأهل | لم يتأهل |

للسيدات
| الرياضية  | الحدث                    | التأهل | التأهل  | النهائي | النهائي |
| الرياضية  | الحدث                    | النقاط | الترتيب | النقاط  | الترتيب |
| --------- | ------------------------ | ------ | ------- | ------- | ------- |
| غال إيدون | P2 – مسدس هوائي 10 م SH1 | 567    | 3 تأهل  | 171.9   | 5       |

مختلط
| الرياضي              | الحدث                                    | التصفيات | التصفيات | النهائي  | النهائي  |
| الرياضي              | الحدث                                    | النقاط   | الترتيب  | النقاط   | الترتيب  |
| -------------------- | ---------------------------------------- | -------- | -------- | -------- | -------- |
| غال إيدون            | P3 – مسدس 25 م SH1                       | 569-14x  | 9        | لم يتأهل | لم يتأهل |
| رومان سيليموتو       | P3 – مسدس 25 م SH1                       | 559-8x   | 17       | لم يتأهل | لم يتأهل |
| سيدريك فيفر-شوفالييه | R3 – بندقية هوائية 10 م وضع الانبطاح SH1 | 630.7    | 18       | لم يتأهل | لم يتأهل |
| تانغي دي لا فورست    | R4 – بندقية هوائية 10 م وقوف SH2         | 638.2    | 1 تأهل   | 253.1    | الثاني   |
| كيفن ليو             | R4 – بندقية هوائية 10 م وقوف SH2         | 629.9    | 16       | لم يتأهل | لم يتأهل |
| بيير جيوم-ساج        | R5 – بندقية هوائية 10 م انبطاح SH2       | 626.8    | 32       | لم يتأهل | لم يتأهل |
| تانغي دي لا فورست    | R5 – بندقية هوائية 10 م انبطاح SH2       | 636.5    | 7 تأهل   | 255.4    | الأول    |
| سيدريك فيفر-شوفالييه | R6 – بندقية 50 م انبطاح SH1              | 616.2    | 21       | لم يتأهل | لم يتأهل |
| جان-لويس ميشو        | R6 – بندقية 50 م انبطاح SH1              | 625.5    | 5 تأهل   | 227.8    | الثالث   |
| جوستين بيف           | R9 – بندقية 50 م انبطاح SH2              | 626.7    | 1 تأهل   | 164.2    | 6        |
| تانغي دي لا فورست    | R9 – بندقية 50 م انبطاح SH2              | 622.0    | 7 تأهل   | 206.6    | 4        |

## الكرة الطائرة بوضعية الجلوس
| الفريق        | الحدث         | دور المجموعات         | دور المجموعات                   | دور المجموعات                   | دور المجموعات | نصف النهائي     | النهائي / BM                                | النهائي / BM |
| الفريق        | الحدث         | المنافس النتيجة       | المنافس النتيجة                 | المنافس النتيجة                 | الترتيب       | المنافس النتيجة | المنافس النتيجة                             | الترتيب      |
| ------------- | ------------- | --------------------- | ------------------------------- | ------------------------------- | ------------- | --------------- | ------------------------------------------- | ------------ |
| فرنسا للرجال  | بطولة الرجال  | كازاخستان · خسارة 0–3 | قالب:Country data EGY خسارة 0–3 | قالب:Country data BIH خسارة 0–3 | 4             | لم يتأهل        | مباراة المركز السابع · أوكرانيا · خسارة 0–3 | 8            |
| فرنسا للسيدات | بطولة السيدات | إيطاليا · خسارة 0–3   | الولايات المتحدة · خسارة 0–3    | الصين · خسارة 0–3               | 4             | لم يتأهل        | مباراة المركز السابع · رواندا · خسارة 0–3   | 8            |

### بطولة الرجال
تأهل منتخب فرنسا للكرة الطائرة بوضعية الجلوس للرجال إلى الألعاب بصفته البلد المضيف.
قائمة الفريق
- مامادو ألفا باه
- سيريل شهبون
- جيلداس غويهينوف
- ماثيو جاغو
- بنيامين لاكروا-ديسماسيس
- توماس لارونس
- تيبو ليفرانسوا
- بنيامين بيليرولت
- جان كريستوف رامبو
- داميان روجيه
- مورغان تروسارد
- رومان وولنيويتز

### بطولة السيدات
تأهل منتخب فرنسا للكرة الطائرة بوضعية الجلوس للسيدات إلى الألعاب بصفته البلد المضيف.
قائمة الفريق
- جينا أغبودجان برينس
- سيفيرين بايو
- إستيل مارسا-غالانت
- أوريلي غارسيا
- أوليفيا لينز
- جولي ليجنر
- ليندا ميدجهيري
- كارين فايمالي-ميجر
- أناييس ريغال

## السباحة
باعتبارها الدولة المضيفة، حصلت فرنسا على أربعة عشر حصة في بطولة العالم للسباحة البارالمبية 2023 بعد احتلالها المركزين الأول والثاني في فئات فئة البارالمبية وترتيب التأهل البارالمبي.
للرجال
| الرياضي        | الحدث                   | التصفيات | التصفيات | النهائي  | النهائي  |
| الرياضي        | الحدث                   | الزمن    | الترتيب  | الزمن    | الترتيب  |
| -------------- | ----------------------- | -------- | -------- | -------- | -------- |
| ديميتري غرانجو | 50 متر حرة S4           | 41.89    | 9        | لم يتأهل | لم يتأهل |
| دافيد سميتانين | 50 متر حرة S4           | 42.97    | 11       | لم يتأهل | لم يتأهل |
| هيكتور دينايير | 50 متر حرة S9           | 26.48    | 11       | لم يتأهل | لم يتأهل |
| أوغو ديدييه    | 50 متر حرة S9           | 26.20    | 9        | لم يتأهل | لم يتأهل |
| ديميتري غرانجو | 100 متر حرة S4          | 1:29.09  | 9        | لم يتأهل | لم يتأهل |
| دافيد سميتانين | 100 متر حرة S4          | 1:30.36  | 10       | لم يتأهل | لم يتأهل |
| لوران شاردار   | 100 متر حرة S6          | 1:05.33  | 2 تأهل   | 1:05.28  | الثالث   |
| كيليان بورتال  | 100 متر حرة S12         | 54.49    | 6 تأهل   | 54.37    | 6        |
| ديميتري غرانجو | 200 متر حرة S4          | 3:16.17  | 11       | لم يتأهل | لم يتأهل |
| دافيد سميتانين | 200 متر حرة S4          | 3:15.32  | 10       | لم يتأهل | لم يتأهل |
| أوغو ديدييه    | 400 متر حرة S9          | 4:21.28  | 4 تأهل   | 4:12.55  | الأول    |
| أليكس بورتال   | 400 متر حرة S13         | 4:12.99  | 1 تأهل   | 4:00.21  | الثاني   |
| كيليان بورتال  | 400 متر حرة S13         | 4:14.07  | 4 تأهل   | 4:05.99  | الثالث   |
| ديميتري غرانجو | 50 متر ظهر S4           | 46.99    | 9        | لم يتأهل | لم يتأهل |
| أوغو ديدييه    | 100 متر ظهر S9          | 1:02.89  | 2 تأهل   | 1:01.48  | الثاني   |
| أليكس بورتال   | 100 متر ظهر S13         | 59.56    | 3 تأهل   | 59.08    | الثالث   |
| هيكتور دينايير | 100 متر صدر SB9         | 1:08.05  | 3 تأهل   | 1:05.91  | الثاني   |
| لوران شاردار   | 50 متر فراشة S6         | 32.15    | 3 تأهل   | 31.65    | الثالث   |
| هيكتور دينايير | 100 متر فراشة S9        | 1:02.89  | 9        | لم يتأهل | لم يتأهل |
| كيليان بورتال  | 100 متر فراشة S12       | 58.73    | 4 تأهل   | 58.17    | 4        |
| أليكس بورتال   | 100 متر فراشة S13       | 55.25    | 2 تأهل   | 54.38    | الثاني   |
| ديميتري غرانجو | 150 متر فردي متنوع SM4  | 2:50.32  | 6 تأهل   | 2:48.38  | 5        |
| هيكتور دينايير | 200 متر فردي متنوع SM9  | 2:22.64  | 8 تأهل   | 2:17.34  | الثالث   |
| أوغو ديدييه    | 200 متر فردي متنوع SM9  | 2:20.04  | 2 تأهل   | 2:15.98  | الثاني   |
| أليكس بورتال   | 200 متر فردي متنوع SM13 | 2:15.63  | 4 تأهل   | 2:06.66  | الثاني   |

للسيدات
| اللاعبة         | الحدث                 | التصفيات | التصفيات | النهائي  | النهائي  |
| اللاعبة         | الحدث                 | الزمن    | الترتيب  | الزمن    | الترتيب  |
| --------------- | --------------------- | -------- | -------- | -------- | -------- |
| إميلين بيير     | 50 م حرة S10          | 28.18    | 6 تأهل   | 27.77    | 5        |
| إلودي لوراندي   | 100 م حرة S10         | 1:03.47  | 14       | لم تتأهل | لم تتأهل |
| إميلين بيير     | 100 م حرة S10         | 1:01.51  | 3 تأهل   | 1:00.49  | الأول    |
| ليان مورسو      | 100 م حرة S12         | 1:06.55  | 10       | لم تتأهل | لم تتأهل |
| آسيا موران-إسبو | 200 م حرة S14         | 2:22.14  | 13       | لم تتأهل | لم تتأهل |
| أغاث بولي       | 400 م حرة S9          | 4:54.30  | 7 تأهل   | 4:49.66  | 6        |
| إلودي لوراندي   | 400 م حرة S10         | 4:50.42  | 6 تأهل   | 4:52.43  | 6        |
| سولين ساش       | 50 م ظهر S5           | 51.32    | 14       | لم تتأهل | لم تتأهل |
| إميلين بيير     | 100 م ظهر S10         | 1:10.36  | 4 تأهل   | 1:09.44  | الثالث   |
| أنايل روليه     | 100 م ظهر S10         | 1:10.39  | 5 تأهل   | 1:10.48  | 7        |
| ليان مورسو      | 100 م ظهر S12         | 1:15.04  | 7 تأهل   | 1:12.85  | 4        |
| آسيا موران-إسبو | 100 م ظهر S14         | 1:11.45  | 9        | لم تتأهل | لم تتأهل |
| سولين ساش       | 100 م صدر SB4         | 2:03.98  | 9        | لم تتأهل | لم تتأهل |
| آسيا موران-إسبو | 100 م صدر SB14        | 1:19.43  | 5 تأهل   | 1:19.26  | 5        |
| سولين ساش       | 50 م فراشة S5         | 53.77    | 9        | لم تتأهل | لم تتأهل |
| ليان مورسو      | 100 م فراشة S13       | 1:11.02  | 14       | لم تتأهل | لم تتأهل |
| سولين ساش       | 200 م متنوع فردي SM5  | 4:07.07  | 11       | لم تتأهل | لم تتأهل |
| إلودي لوراندي   | 200 م متنوع فردي SM10 | DNS      | DNS      | لم تتأهل | لم تتأهل |
| آسيا موران-إسبو | 200 م متنوع فردي SM14 | 2:38.18  | 11       | لم تتأهل | لم تتأهل |

مختلط
| اللاعب/اللاعبة                                    | الحدث                         | المرحلة التأهيلية | المرحلة التأهيلية | النهائي | النهائي |
| اللاعب/اللاعبة                                    | الحدث                         | الزمن             | الترتيب           | الزمن   | الترتيب |
| ------------------------------------------------- | ----------------------------- | ----------------- | ----------------- | ------- | ------- |
| لوران شاردار أوغو ديدييه أغاث بولي إميلين بيير    | تتابع 4 × 100 م حرة 34 نقطة   | —                 | —                 | 4:06.91 | 5       |
| لوران شاردار هيكتور دينايير أغاث بولي أنايل روليه | تتابع 4 × 100 م متنوع 34 نقطة | 4:37.18           | 5 تأهل            | 4:34.33 | 7       |

## كرة الطاولة
بصفتها الدولة المضيفة، شاركت فرنسا بتسعة عشر رياضيًا في الألعاب البارالمبية. تأهل جميعهم وفقًا لنتائج التصنيف العالمي النهائي للاتحاد الدولي لتنس الطاولة.
للرجال
| اللاعب             | الحدث      | دور 32          | دور 16                                | ربع النهائي                   | نصف النهائي                      | النهائي / BM    | النهائي / BM |
| اللاعب             | الحدث      | المنافس النتيجة | المنافس النتيجة                       | المنافس النتيجة               | المنافس النتيجة                  | المنافس النتيجة | الترتيب      |
| ------------------ | ---------- | --------------- | ------------------------------------- | ----------------------------- | -------------------------------- | --------------- | ------------ |
| فابيان لاميرو      | فردي فئة 2 | تقدم تلقائي     | توليدو (إسبانيا) · ف 3–1              | بارك (كوريا الجنوبية) · ف 3–0 | سوشانيك (جمهورية التشيك) · خ 1–3 | لم يتأهل        | الثالث       |
| جوليان ميشو        | فردي فئة 2 | تقدم تلقائي     | كزوبر (بولندا) · خ 0–3                | لم يتأهل                      | لم يتأهل                         | لم يتأهل        | لم يتأهل     |
| فلوريان ميرين      | فردي فئة 3 | تقدم تلقائي     | بايك (كوريا الجنوبية) · ف 3–1         | شميدبرغر (ألمانيا) · خ 0–3    | لم يتأهل                         | لم يتأهل        | لم يتأهل     |
| سيلفان نويل        | فردي فئة 3 | تقدم تلقائي     | فان إمبورغ (الولايات المتحدة) · خ 1–3 | لم يتأهل                      | لم يتأهل                         | لم يتأهل        | لم يتأهل     |
| ماكسيم توماس       | فردي فئة 4 | —               | سايتو (اليابان) · ف 3–0               | أوجنكُنلي (نيجيريا) · خ 1–3    | لم يتأهل                         | لم يتأهل        | لم يتأهل     |
| إيميريك مارتين     | فردي فئة 4 | —               | شيشينو (اليابان) · خ 0–3              | لم يتأهل                      | لم يتأهل                         | لم يتأهل        | لم يتأهل     |
| نيكولاس سافان-أيرا | فردي فئة 5 | —               | روميرو (الأرجنتين) · ف 3–0            | أورهاوج (النرويج) · خ 1–3     | لم يتأهل                         | لم يتأهل        | لم يتأهل     |
| إستيبان هيرولت     | فردي فئة 6 | —               | توريس (تشيلي) · خ 2–3                 | لم يتأهل                      | لم يتأهل                         | لم يتأهل        | لم يتأهل     |
| ستيفان ميسي        | فردي فئة 7 | —               | بايلي (بريطانيا العظمى) · خ 0–3       | لم يتأهل                      | لم يتأهل                         | لم يتأهل        | لم يتأهل     |
| كيفن دوربيكر       | فردي فئة 7 | —               | ياجي (اليابان) · خ 0–3                | لم يتأهل                      | لم يتأهل                         | لم يتأهل        | لم يتأهل     |
| توماس بوفيه        | فردي فئة 8 | تقدم تلقائي     | ديدوخ (أوكرانيا) · خ 0–3              | لم يتأهل                      | لم يتأهل                         | لم يتأهل        | لم يتأهل     |
| كليمنت بيرتييه     | فردي فئة 8 | تقدم تلقائي     | شودزيتسكي (بولندا) · ف 3–2            | نيكولينكو (أوكرانيا) · خ 2–3  | لم يتأهل                         | لم يتأهل        | لم يتأهل     |

| اللاعب                           | الحدث       | دور 32          | دور 16                                            | ربع النهائي                              | نصف النهائي                            | النهائي / BM           | النهائي / BM |
| اللاعب                           | الحدث       | المنافس النتيجة | المنافس النتيجة                                   | المنافس النتيجة                          | المنافس النتيجة                        | المنافس النتيجة        | الترتيب      |
| -------------------------------- | ----------- | --------------- | ------------------------------------------------- | ---------------------------------------- | -------------------------------------- | ---------------------- | ------------ |
| لوكاس ديدييه                     | فردي فئة 9  | —               | أديسوبي (نيجيريا) · ف 3–0                         | كاردونا (إسبانيا) · ف 3–1                | ما (أستراليا) · ف 3–2                  | ديفوس (بلجيكا) · خ 0–3 | الثاني       |
| ماتيو بوهياس                     | فردي فئة 10 | —               | كاربوف (الرياضيون البارالمبيون المحايدين) · ف 3–0 | فوناياما (اليابان) · ف 3–2               | تشونوسكي (بولندا) · خ 1–3              | لم يتأهل               | الثالث       |
| لوكاس كريانج                     | فردي فئة 11 | —               | تقدم تلقائي                                       | بالوش (المجر) · خ 0–3                    | لم يتأهل                               | لم يتأهل               | لم يتأهل     |
| فابيان لاميرو جوليان ميشو        | زوجي MD4    | —               | تقدم تلقائي                                       | كزوبر / · ياكيمتشوك (بولندا) · ف 3–2     | جانغ / · بارك (كوريا الجنوبية) · خ 1–3 | لم يتأهل               | الثالث       |
| إيميريك مارتين ماكسيم توماس      | زوجي MD8    | —               | ميهاليك / · ترافنيك (سلوفاكيا) · ف 3–0            | كاو / · فينغ (الصين) · خ 0–3             | لم يتأهل                               | لم يتأهل               | لم يتأهل     |
| فلوريان ميرين نيكولاس سافان-أيرا | زوجي MD8    | —               | ليو / · تساي (الصين) · خ 1–3                      | لم يتأهل                                 | لم يتأهل                               | لم يتأهل               | لم يتأهل     |
| كليمنت بيرتييه إستيبان هيرولت    | زوجي MD14   | —               | تقدم تلقائي                                       | بايلي / · بيري (بريطانيا العظمى) · ف 3–2 | لياولي / · يان (الصين) · خ 0–3         | لم يتأهل               | الثالث       |
| كيفن دوربيكر ستيفان ميسي         | زوجي MD14   | —               | كارابرداك / · شيلتون (بريطانيا العظمى) · خ 0–3    | لم يتأهل                                 | لم يتأهل                               | لم يتأهل               | لم يتأهل     |
| ماتيو بوهياس توماس بوفيه         | زوجي MD18   | تقدم تلقائي     | ما / · بيليسير (أستراليا) · ف 3–2                 | مانارا / · ماساد (البرازيل) · خ 1–3      | لم يتأهل                               | لم يتأهل               | لم يتأهل     |

للسيدات
| اللاعبة                         | الحدث       | دور 16                                | ربع النهائي                      | نصف النهائي     | النهائي / BM    | النهائي / BM |
| اللاعبة                         | الحدث       | المنافس النتيجة                       | المنافس النتيجة                  | المنافس النتيجة | المنافس النتيجة | الترتيب      |
| ------------------------------- | ----------- | ------------------------------------- | -------------------------------- | --------------- | --------------- | ------------ |
| فلورا فوتييه                    | فردي فئة 4  | ماتيć (صربيا) · ف 3–0                 | ميكولاشك (ألمانيا) · خ 0–3       | لم تتأهل        | لم تتأهل        | لم تتأهل     |
| ألكسندرا سانت-بيير              | فردي فئة 5  | تقدم تلقائي                           | جونغ (كوريا الجنوبية) · خ 0–3    | لم تتأهل        | لم تتأهل        | لم تتأهل     |
| مورغن كايو                      | فردي فئة 6  | حمد (مصر) · ف 3–0                     | الديني (العراق) · خ 0–3          | لم تتأهل        | لم تتأهل        | لم تتأهل     |
| ثو كامكاسومفو                   | فردي فئة 8  | تقدم تلقائي                           | بيريز (تشيلي) · خ 0–3            | لم تتأهل        | لم تتأهل        | لم تتأهل     |
| لوسي هوتيير                     | فردي فئة 8  | تومونو (اليابان) · خ 0–3              | لم تتأهل                         | لم تتأهل        | لم تتأهل        | لم تتأهل     |
| ليا فيرني                       | فردي فئة 11 | تقدم تلقائي                           | آسر (تركيا) · خ 1–3              | لم تتأهل        | لم تتأهل        | لم تتأهل     |
| ألكسندرا سانت-بيير فلورا فوتييه | زوجي WD10   | دي تورو / · ساندرز (أستراليا) · ف 3–0 | ماتيć / · بيريć (صربيا) · خ 2–3  | لم تتأهل        | لم تتأهل        | لم تتأهل     |
| مورغن كايو لوسي هوتيير          | زوجي WD14   | —                                     | غريبي / · وولف (ألمانيا) · خ 1–3 | لم تتأهل        | لم تتأهل        | لم تتأهل     |

مختلط
| اللاعب/اللاعبة                     | الحدث             | دور 32                                           | دور 16                                                                   | ربع النهائي                                         | نصف النهائي                              | النهائي / BM    | النهائي / BM |
| اللاعب/اللاعبة                     | الحدث             | المنافس النتيجة                                  | المنافس النتيجة                                                          | المنافس النتيجة                                     | المنافس النتيجة                          | المنافس النتيجة | الترتيب      |
| ---------------------------------- | ----------------- | ------------------------------------------------ | ------------------------------------------------------------------------ | --------------------------------------------------- | ---------------------------------------- | --------------- | ------------ |
| فابيان لاميرولت ألكسندرا سانت-بيير | زوجي مختلط فئة 7  | تقدم تلقائي                                      | {{بدون لف\|[[يوتاجاك جلينبانشون /}} ويجيترا جايون\|THA\|صيف 2024}} خ 0–3 | لم تتأهل                                            | لم تتأهل                                 | لم تتأهل        | لم تتأهل     |
| فلوريان ميرين فلورا فوتييه         | زوجي مختلط فئة 7  | تقدم تلقائي                                      | لويس فلوريس / · تامارا ليونيلي (تشيلي) · ف 3–0                           | كيم يونغ-جون / · لي مي-غيو (كوريا الجنوبية) · ف 3–2 | فينغ بانفنغ / · تشو يينغ (الصين) · خ 0–3 | لم تتأهل        | الثالث       |
| ماتيو بوهياس مورغن كايو            | زوجي مختلط فئة 17 | سايد يوسف / · هنا حمد (مصر) · ف 3–0              | بنغ وينان / · شيونغ جويان (الصين) · خ 0–3                                | لم تتأهل                                            | لم تتأهل                                 | لم تتأهل        | لم تتأهل     |
| لوكاس ديدييه ثو كامكاسومفو         | زوجي مختلط فئة 17 | إغناسيو توريس / · فلورنسيا بيريز (تشيلي) · ف 3–0 | فيكتور ديدوخ / · إيرينا شينكاروفا (أوكرانيا) · خ 0–3                     | لم تتأهل                                            | لم تتأهل                                 | لم تتأهل        | لم تتأهل     |

## التايكوندو
بصفتها الدولة المضيفة، شاركت فرنسا بثلاثة رياضيين في منافسات الألعاب البارالمبية. تأهل جميعهم إلى باريس 2024، بفضل حلولهم ضمن المراكز الستة الأولى في تصنيفات الألعاب البارالمبية في فئاتهم.
| الرياضي | الحدث         | دور الـ16       | ربع النهائي                    | نصف النهائي           | إعادة الفرصة              | النهائي / BM             | النهائي / BM |
| الرياضي | الحدث         | المنافس النتيجة | المنافس النتيجة                | المنافس النتيجة       | المنافس النتيجة           | المنافس النتيجة          | الترتيب      |
| ------- | ------------- | --------------- | ------------------------------ | --------------------- | ------------------------- | ------------------------ | ------------ |
| بوفا    | رجال –58 كجم  | تقدم تلقائي     | شياو (تايبيه الصينية) · خ 1–22 | لم يتأهل              | كينخام (تايلاند) · خ 3–21 | لم يتأهل                 | 7            |
| صوفي    | سيدات –57 كجم | تقدم تلقائي     | لي (الصين) · خ 5–19            | لم يتأهل              | جوفردان (نيبال) · خ 1–2   | لم يتأهل                 | 7            |
| جيليكا  | سيدات –65 كجم | تقدم تلقائي     | جيسينغ (الدنمارك) · ف 6–4      | ياو (الصين) · ف 18–12 | تقدم تلقائي               | مورا (البرازيل) · خ 7–13 | الثاني       |

## كرة السلة على الكراسي المتحركة
| الفريق       | الحدث        | مرحلة المجموعات | مرحلة المجموعات | مرحلة المجموعات         | مرحلة المجموعات | ربع النهائي              | نصف النهائي                  | النهائي / BM                         | النهائي / BM |
| الفريق       | الحدث        | المنافس النتيجة | المنافس النتيجة | المنافس النتيجة         | الترتيب         | المنافس النتيجة          | المنافس النتيجة              | المنافس النتيجة                      | الترتيب      |
| ------------ | ------------ | --------------- | --------------- | ----------------------- | --------------- | ------------------------ | ---------------------------- | ------------------------------------ | ------------ |
| فرنسا للرجال | بطولة الرجال | كندا خ 68–83    | ألمانيا خ 64–72 | بريطانيا العظمى خ 50–85 | 4 تأهل          | الولايات المتحدة خ 47–82 | تأهيل الترتيب هولندا خ 63–72 | مباراة المركز السابع إسبانيا خ 57–72 | 8            |

### بطولة الرجال
تأهل منتخب فرنسا للرجال للمنافسة بفضل نتائجهم الأربعة الأولى في بطولة الاتحاد الدولي لكرة السلة على الكراسي المتحركة للرجال 2024 في أنتيب بفرنسا.
تأهل منتخب فرنسا للرجال للمشاركة في البطولة بفضل نتائجه التي احتل بها المراكز الأربعة الأولى في تصفيات إعادة التأهل للرجال التي نظمتها الاتحاد الدولي لكرة السلة على الكراسي المتحركة (IWBF) في أنتيب، فرنسا، عام 2024.

## المبارزة على الكراسي المتحركة
تأهل للمنافسة كل من كليمنس ديلافويبير، سيسيل ديماود، لودوفيك ليموين، يوهان بيتر، داميان توكاتليان، ماكسيم فاليت وبريانا فيدي.
للرجال
| يوهان بيتر                                              | سيف الفردي B   | تقدم تلقائي | هو (الصين) · خ 11–15         | لم يتأهل                        | لم يتأهل                        | باولوچي (إيطاليا) · ف 15–3   | جيسون (البرازيل) · خ 14–15  | لم يتأهل                     | لم يتأهل                  | لم يتأهل                                            | لم يتأهل |          |          |
| لودوفيك ليموين                                          | فوويل الفردي A | تقدم تلقائي | بيتي (إيطاليا) · خ 9–15      | لم يتأهل                        | لم يتأهل                        | ديمتشوك (أوكرانيا) · خ 10–15 | لم يتأهل                    | لم يتأهل                     | لم يتأهل                  | لم يتأهل                                            | لم يتأهل |          |          |
| داميان توكاتليان                                        | فوويل الفردي A | تقدم تلقائي | المذخوري (العراق) · ف 15–4   | تشونغ (الصين) · خ 5–15          | لم يتأهل                        | تقدم تلقائي                  | كانو (اليابان) · ف 15–11    | لامبرتيني (إيطاليا) · خ 4–15 | لم يتأهل                  | لم يتأهل                                            | لم يتأهل | لم يتأهل | لم يتأهل |
| ماكسيم فاليت                                            | فوويل الفردي B | —           | تقدم تلقائي                  | هو (الصين) · خ 8–15             | لم يتأهل                        | تقدم تلقائي                  | تشافيس (البرازيل) · ف 15–6  | ناومنكو (أوكرانيا) · خ 5–15  | لم يتأهل                  | لم يتأهل                                            | لم يتأهل | لم يتأهل | لم يتأهل |
| لودوفيك ليموين                                          | سابر الفردي A  | —           | تيان (الصين) · خ 6–15        | لم يتأهل                        | لم يتأهل                        | تشونغ (الصين) · ف 15–6       | ديمتشوك (أوكرانيا) · خ 9–15 | لم يتأهل                     | لم يتأهل                  | لم يتأهل                                            | لم يتأهل |          |          |
| ماكسيم فاليت                                            | سابر الفردي B  | —           | كينجماناو (تايلاند) · ف 15–9 | تشانغ (الصين) · خ 7–15          | لم يتأهل                        | تقدم تلقائي                  | تشافيس (البرازيل) · ف 15–5  | تارجاني (المجر) · ف 15–12    | كاسترو (بولندا) · خ 14–15 | لم يتأهل                                            | لم يتأهل |          |          |
| لودوفيك ليموين يوهان بيتر داميان توكاتليان              | سيف الفريق     | —           | تقدم تلقائي                  | بريطانيا العظمى (GBR) · خ 20–45 | لم يتأهل                        | لم يتأهل                     | لم يتأهل                    | لم يتأهل                     | لم يتأهل                  | لم يتأهل                                            | لم يتأهل |          |          |
| لودوفيك ليموين داميان توكاتليان ماكسيم فاليت يوهان بيتر | فوويل الفريق   | —           | تقدم تلقائي                  | اليابان (JPN) · ف 45–32         | بريطانيا العظمى (GBR) · خ 25–45 | —                            | —                           | —                            | —                         | نهائي الميدالية البرونزية · إيطاليا (ITA) · ف 45–36 | الثالث   |          |          |

للسيدات
| اللاعبة                                   | الحدث           | دور الـ32                     | دور الـ16                   | ربع النهائي                    | نصف النهائي           | إعادة المنافسة 1              | إعاداة المنافسة 2             | إعاداة المنافسة 3                       | إعاداة المنافسة 4         | النهائي / BM                                               | النهائي / BM |
| اللاعبة                                   | الحدث           | المنافس النتيجة               | المنافس النتيجة             | المنافس النتيجة                | المنافس النتيجة       | المنافس النتيجة               | المنافس النتيجة               | المنافس النتيجة                         | المنافس النتيجة           | المنافس النتيجة                                            | الترتيب      |
| ----------------------------------------- | --------------- | ----------------------------- | --------------------------- | ------------------------------ | --------------------- | ----------------------------- | ----------------------------- | --------------------------------------- | ------------------------- | ---------------------------------------------------------- | ------------ |
| كليمونس ديلفويبيير                        | فردي سيف إبيه A | فان (هونغ كونغ) · ف 15–8      | مينينديز (إسبانيا) · خ 8–15 | لم يتأهل                       | لم يتأهل              | ثونغداينغ (تايلاند) · خ 12–15 | لم يتأهل                      | لم يتأهل                                | لم يتأهل                  | لم يتأهل                                                   | لم يتأهل     |
| بريانا فيد                                | فردي سيف إبيه A | تقدم تلقائي                   | يو (هونغ كونغ) · ف 15–13    | كون (كوريا الجنوبية) · خ 13–15 | لم يتأهل              | تقدم تلقائي                   | ثونغداينغ (تايلاند) · خ 11–15 | لم يتأهل                                | لم يتأهل                  | لم يتأهل                                                   | لم يتأهل     |
| سيسيل ديمود                               | فردي سيف إبيه B | —                             | كانغ (الصين) · خ 8–15       | لم يتأهل                       | لم يتأهل              | خايميز (فنزويلا) · ف 15–0     | ساكوراي (اليابان) · ف 15–13   | لم يتأهل                                | لم يتأهل                  | لم يتأهل                                                   | لم يتأهل     |
| كليمونس ديلفويبيير                        | فردي فويل A     | أوليفيرا (البرازيل) · ف 15–5  | هاجماشي (المجر) · خ 2–15    | لم يتأهل                       | لم يتأهل              | كراجنياك (المجر) · خ 4–15     | لم يتأهل                      | لم يتأهل                                | لم يتأهل                  | لم يتأهل                                                   | لم يتأهل     |
| بريانا فيد                                | فردي فويل A     | ثونغداينغ (تايلاند) · ف 15–11 | غو (الصين) · خ 5–15         | لم يتأهل                       | لم يتأهل              | تيبلاشفيلي (جورجيا) · ف 15–5  | موجوش (إيطاليا) · ف 15–8      | موركيفيتش (أوكرانيا) · ف 15–14          | يو (هونغ كونغ) · خ 14–15  | لم يتأهل                                                   | لم يتأهل     |
| كليمونس ديلفويبيير                        | فردي سابر A     | موجوش (إيطاليا) · خ 11–15     | لم يتأهل                    | لم يتأهل                       | لم يتأهل              | لم يتأهل                      | لم يتأهل                      | لم يتأهل                                | لم يتأهل                  | لم يتأهل                                                   | لم يتأهل     |
| بريانا فيد                                | فردي سابر A     | تقدم تلقائي                   | تريجيليا (إيطاليا) · ف 15–3 | غو (الصين) · خ 9–15            | لم يتأهل              | تقدم تلقائي                   | بريوس (أوكرانيا) · ف 15–10    | كوليس-ماكان (بريطانيا العظمى) · ف 15–10 | هاجماشي (المجر) · ف 15–12 | مباراة الميدالية البرونزية · تيبلاشفيلي (جورجيا) · خ 11–15 | 4            |
| سيسيل ديمود                               | فردي سابر B     | —                             | شياو (الصين) · خ 3–15       | لم يتأهل                       | لم يتأهل              | آو (الصين) · خ 2–15           | لم يتأهل                      | لم يتأهل                                | لم يتأهل                  | لم يتأهل                                                   | لم يتأهل     |
| كليمونس ديلفويبيير سيسيل ديمود بريانا فيد | فريق سيف إبيه   | —                             | تقدم تلقائي                 | هونغ كونغ (HKG) · ف 45–41      | الصين (CHN) · خ 35–45 | —                             | —                             | —                                       | —                         | مباراة الميدالية البرونزية · تايلاند (THA) · خ 40–45       | 4            |
| كليمونس ديلفويبيير سيسيل ديمود بريانا فيد | فريق فويل       | —                             | البرازيل (BRA) · ف 45–29    | المجر (HUN) · خ 19–45          | لم يتأهل              | لم يتأهل                      | لم يتأهل                      | لم يتأهل                                | لم يتأهل                  | لم يتأهل                                                   | لم يتأهل     |

## الرجبي على الكراسي المتحركة
تأهل المنتخب الفرنسي للرجبي على الكراسي المتحركة كمضيف.
الملخص
| الحدث | دور المجموعات          | دور المجموعات          | دور المجموعات                 | دور المجموعات | نصف النهائي                                        | النهائي / BM                            | النهائي / BM |
| الحدث | المنافس النتيجة        | المنافس النتيجة        | المنافس النتيجة               | الترتيب       | المنافس النتيجة                                    | المنافس النتيجة                         | الترتيب      |
| ----- | ---------------------- | ---------------------- | ----------------------------- | ------------- | -------------------------------------------------- | --------------------------------------- | ------------ |
| فرنسا | الدنمارك ‘‘‘ف’’’ 53–51 | أستراليا ‘‘‘خ’’’ 53–55 | بريطانيا العظمى ‘‘‘خ’’’ 49–50 | 3             | نصف نهائي المراكز من 5 إلى 8 ألمانيا ‘‘‘ف’’’ 54–48 | مباراة المركز الخامس كندا ‘‘‘ف’’’ 53–50 | 5            |

قائمة الفريق
- تريستان بارفيتي
- أدريان تشالمين
- جوردان دوكريت
- جوناثان هيفرنات
- رودولف جارلان
- كورنتين لو جوين
- برايس موريل
- سيدريك نانكين
- رياض سالم
- ماثيو تيريت
- نيكولاس فالنتيم
- سيباستيان فيردين

## كرة مضرب الكراسي المتحركة
فريديريك كاتانيو، وكسينيا تشاستو، وبولين ديروليد، وستيفان هودت، وغويلهيم لاجيت، وجايتان مينغي، وإيمانويل مورش جميعهم مؤهلون للمنافسة.
| اللاعب           | الحدث       | دور 64                                        | دور 32                                       | دور 16                               | دور ربع النهائي                               | دور نصف النهائي | النهائي / BM    | النهائي / BM |
| اللاعب           | الحدث       | المنافس النتيجة                               | المنافس النتيجة                              | المنافس النتيجة                      | المنافس النتيجة                               | المنافس النتيجة | المنافس النتيجة | الترتيب      |
| ---------------- | ----------- | --------------------------------------------- | -------------------------------------------- | ------------------------------------ | --------------------------------------------- | --------------- | --------------- | ------------ |
| فريديريك كاتانيو | فردي للرجال | تر هوفت (هولندا) · ‘‘‘ف’’’ 6–4، 6–2           | فرنانديز (الأرجنتين) · ‘‘‘خ’’’ 1–6، 4–6      | لم يتأهل                             | لم يتأهل                                      | لم يتأهل        | لم يتأهل        | لم يتأهل     |
| ستيفان هودت      | فردي للرجال | قالب:انسحاب                                   | وارد (بريطانيا العظمى) · ‘‘‘ف’’’ 6–2، 6–1    | سانادا (اليابان) · ‘‘‘ف’’’ 6–2، 7–5  | دي لا بونتي (إسبانيا) · ‘‘‘خ’’’ 2–6، 6–4، 1–6 | لم يتأهل        | لم يتأهل        | لم يتأهل     |
| غيلهم لاجيه      | فردي للرجال | بارتراهم (بريطانيا العظمى) · ‘‘‘خ’’’ 4–6، 4–6 | لم يتأهل                                     | لم يتأهل                             | لم يتأهل                                      | لم يتأهل        | لم يتأهل        | لم يتأهل     |
| غايتان مينغي     | فردي للرجال | بورهان (ماليزيا) · ‘‘‘ف’’’ 6–1، 6–2           | جيرارد (بلجيكا) · ‘‘‘ف’’’ 3–6، 6–3، 7–6(7–4) | سبارغارن (هولندا) · ‘‘‘خ’’’ 4–6، 1–6 | لم يتأهل                                      | لم يتأهل        | لم يتأهل        | لم يتأهل     |